# گرداب (فیلم ۱۳۶۰)
گرداب نام فیلمی به کارگردانی و نویسندگی حسین دوانی است. این فیلم محصول کشور ایران و تولید سال ۱۳۶۰ می‌باشد.

## خلاصه داستان
اکبر که توان تأمین معاش خانواده‌اش را ندارد در قهوه‌خانه‌ای به اعتیاد کشیده می‌شود و همسرش اقدس نیز به کلفتی و رختشویی روی می‌آورد. دخترشان نیز توسط شخصی به نام اسماعیل که عامل پخش مواد است به فحشا کشیده می‌شود ...